# Melocactus
Melocactus Link & Otto è un genere di piante succulente della famiglia delle Cactacee, diffuso nell'ecozona neotropicale.

## Descrizione
I fusti hanno forma simile a tutte le comuni cactacee; sono di colore verde e presentano costolature con areole più o meno spinose.
Il nome deriva dal latino melo (melone) unito a cactus, data la forma del fusto che presenta all'apice una forma globulare o cilindrica detta "cefalio"; questo inizialmente si presenta emisferico e prende poi forma cilindrica quando raggiunge la crescita.

## Tassonomia
Ol genere comprende le seguenti specie
- Melocactus × albicephalus Buining & Brederoo
- Melocactus andinus R.Gruber ex N.P.Taylor
- Melocactus azureus Buining & Brederoo
- Melocactus bahiensis (Britton & Rose) Luetzelb.
- Melocactus bellavistensis Rauh & Backeb.
- Melocactus braunii Esteves
- Melocactus brederooianus Buining
- Melocactus broadwayi (Britton & Rose) A.Berger
- Melocactus caroli-linnaei N.P.Taylor
- Melocactus conoideus Buining & Brederoo
- Melocactus curvispinus Pfeiff.
- Melocactus deinacanthus Buining & Brederoo
- Melocactus ernestii Vaupel
- Melocactus estevesii P.J.Braun
- Melocactus ferreophilus Buining & Brederoo
- Melocactus glaucescens Buining & Brederoo
- Melocactus harlowii (Britton & Rose) Vaupel
- Melocactus heimenii P.J.Braun & Gonç.Brito
- Melocactus × horridus Werderm.
- Melocactus inconcinnus Buining & Brederoo
- Melocactus intortus (Mill.) Urb.
- Melocactus lanssensianus P.J.Braun
- Melocactus lemairei (Monv. ex Lem.) Miq. ex Lem.
- Melocactus levitestatus Buining & Brederoo
- Melocactus macracanthos (Salm-Dyck) Link & Otto
- Melocactus matanzanus León
- Melocactus mazelianus Ríha
- Melocactus neoviridescens Guiggi
- Melocactus neryi K.Schum.
- Melocactus oreas Miq.
- Melocactus pachyacanthus Buining & Brederoo
- Melocactus paucispinus Heimen & R.J.Paul
- Melocactus pedernalensis M.M.Mejía & R.G.García
- Melocactus peruvianus Vaupel
- Melocactus pruinosus Werderm.
- Melocactus salvadorensis Werderm.
- Melocactus schatzlii H.Till & R.Gruber
- Melocactus sergipensis N.P.Taylor & Meiado
- Melocactus smithii (Alexander) Buining ex G.D.Rowley
- Melocactus stramineus Suringar
- Melocactus violaceus Pfeiff.
- Melocactus zehntneri (Britton & Rose) Luetzelb.

## Coltivazione
I Melocactus richiedono un terriccio molto drenante come tutte le piante succulente ma la temperatura di esposizione richiesta è molto alta e di pieno sole; anche nel periodo invernale la pianta non dovrà essere esposta a temperature inferiori ai 16 °C. Le annaffiature andranno fatte solo a terreno completamente asciutto e sospese del tutto nel periodo invernale
La crescita è molto lenta e la riproduzione avviene solo per seme in quanto la pianta non produce polloni, ed è questo uno dei motivi che rende la pianta rara. A volte le piccole piante vengono innestate sui fusti di Trichocereus.
La riproduzione avviene per semi depositando gli stessi in un letto di terra setacciata e sabbia costantemente umidi ed esposti ad una temperatura di 24 °C in posizione ombreggiata.